# Budapest Grand Prix
Budapest Grand Prix (також Hungarian Grand Prix) — жіночий тенісний турнір, що проводився в Будапешті (Угорщина) в 1996 — 2013 роках, і відновлений 2021 року. Турнір має рівень WTA 250 з призовим фондом понад 250 тисяч доларів США з турнірною сіткою розрахованою на 32 учасниці в одиночному розряді і 16 пар. Ігри проходять на закритих хардових кортах.

## Історія
Турнір WTA в Будапешті вперше відбувся 1993 року. Через два роки на тих самих кортах пройшов турнір ITF, а рік по тому турніри WTA повернулися до Будапешта, з пониженням у класифікації на один щабель - з третьої категорії до четвертої. Відтоді турнір проводиться щорічно.
2001 року турнір ще раз понизили в класі, до найнижчої, п'ятої категорії з призовим фондом, який не набагато перевищував сто тисяч доларів, але починаючи з 2005 року його престиж знову зростав, і у 2007 році йому знову присвоїли 3-тю категорію. Через два роки, при реорганізації турнірної сітки WTA-туру, Гран-прі Будапешта віднесли до базової категорії WTA International.
З 2014 року через хронічні фінансові проблеми Будапештський турнір випав з календаря WTA, його місце в перший тиждень після Вімблдонського турніру зайняв ґрунтовий турнір такого ж рівня в Бухаресті.
У різні роки турнір мав назви Poli-Farbe Budapest Grand Prix, Gaz de France Grand Prix, GDF Suez Grand Prix, Tippmix Budapest Grand Prix, Colortex Budapest Grand Prix, Westel 900 Budapest Open, Budapest Lotto Open, Budapest Open та Budapest Grand Prix.

## Переможниці та фіналістки
Жанетта Гусарова зі Словаччини вигравала турнір в Будапешті чотири рази, всі чотири - в парному розряді. Ще кілька тенісисток вигравали парний турнір двічі або парний і одиночний турнір по одному разу, але двічі перемогти в одиночному розряді вдавалося лише ізраїльтянці Анні Смашновій та угорці Аґнеш Савай.

## Фінали

### Одиночний розряд
| Рік       | Чемпіонка               | Фіналістка              | Рахунок            |               |
| --------- | ----------------------- | ----------------------- | ------------------ | ------------- |
| 1993      | Зіна Гаррісон           | Сабін Аппельманс        | 7–5, 6–2           |               |
| 1994-1995 | Не проводився           | Не проводився           | Не проводився      | Не проводився |
| 1996      | Руксандра Драгомір      | Мелані Шнелл            | 7–6(6), 6–1        |               |
| 1997      | Аманда Кетцер           | Сабін Аппельманс        | 6–1, 6–3           |               |
| 1998      | Вірхінія Руано Паскуаль | Сільвія Фаріна Елія     | 6–4, 4–6, 6–3      |               |
| 1999      | Сара Пітвоські          | Крістіна Торренс Валеро | 6–2, 6–2           |               |
| 2000      | Татьяна Гарбін          | Крісті Богерт           | 6–2, 7–6(4)        |               |
| 2001      | Магдалена Малеєва       | Анне Кремер             | 3–6, 6–2, 6–4      |               |
| 2002      | Мартіна Мюллер          | Міріам Касанова         | 6–2, 3–6, 6–4      |               |
| 2003      | Магуї Серна             | Алісія Молік            | 3–6, 7–5, 6–4      |               |
| 2004      | Єлена Янкович           | Мартіна Суха            | 7–6(4), 6–3        |               |
| 2005      | Анна Смашнова           | Каталіна Кастаньо       | 6–2, 6–2           |               |
| 2006      | Анна Смашнова           | Лурдес Домінгес Ліно    | 6–1, 6–3           |               |
| 2007      | Хісела Дулко            | Сорана Кирстя           | 6–7(2), 6–2, 6–2   |               |
| 2008      | Алізе Корне             | Андрея Клепач           | 7–6(5), 6–3        |               |
| 2009      | Аґнеш Савай             | Патті Шнідер            | 2–6, 6–4, 6–2      |               |
| 2010      | Аґнеш Савай             | Патті Шнідер            | 6–2, 6–4           |               |
| 2011      | Роберта Вінчі           | Ірина-Камелія Бегу      | 6–4, 1–6, 6–4      |               |
| 2012      | Сара Еррані             | Олена Весніна           | 7-5, 6-4           |               |
| 2013      | Симона Халеп            | Івонн Мойсбургер        | 6–3, 6–7(7–9), 6–1 |               |
| 2014–2020 | не проводився           | не проводився           | не проводився      | не проводився |
| 2021      | Юлія Путінцева          | Ангеліна Калініна       | 6–4, 6–0           |               |
| 2022      | Бернарда Пера           | Александра Крунич       | 6–3, 6–3           |               |
| 2023      | Maria Timofeeva         | Катерина Байндль        | 6–3, 3–6, 6–0      |               |
| 2024      | Діана Шнайдер           | Олександра Саснович     | 6–4, 6–4           |               |

### Парний розряд
| Рік       | Чемпіонки                                 | Фіналістки                                  | Рахунок             |               |
| --------- | ----------------------------------------- | ------------------------------------------- | ------------------- | ------------- |
| 1993      | Інес Горрочатегуї Каролін Віс             | Сандра Чеккіні Патрісія Тарабіні            | 6-1, 6-3            |               |
| 1994-1995 | Не проводився                             | Не проводився                               | Не проводився       | Не проводився |
| 1996      | Катріна Адамс Деббі Грем                  | Радка Бобкова Ева Меліхарова                | 6-3, 7-63           |               |
| 1997      | Аманда Кетцер Александра Фусаї            | Ева Мартінцова Елена Вагнер                 | 6-3, 6-1            |               |
| 1998      | Вірхінія Руано Паскуаль Паола Суарес      | Каталіна Кристя Лаура Монталво              | 4-6, 6-1, 6-1       |               |
| 1999      | Євгенія Куликовська Сандра Нацук          | Лаура Монталво Вірхінія Руано Паскуаль      | 6-3, 6-4            |               |
| 2000      | Любомира Бачева Крістіна Торренс Валеро   | Єлена Костанич-Тошич Сандра Нацук           | 6-0, 6-2            |               |
| 2001      | Жанетт Гусарова Татьяна Гарбін            | Жофія Губачі Драгана Зарич                  | 6-1, 6-3            |               |
| 2002      | Емілі Луа Катерін Барклі-Рейц             | Олена Бовіна Жофія Губачі                   | 4-6, 6-3, 6-3       |               |
| 2003      | Петра Мандула Олена Татаркова             | Кончіта Мартінес Гранадос Тетяна Перебийніс | 6-3, 6-1            |               |
| 2004      | Петра Мандула Барбара Шетт                | Аґнеш Савай Віраг Немет                     | 6-3, 6-2            |               |
| 2005      | Емілі Луа Катарина Среботнік              | Лурдес Домінгес Ліно Марта Морреро          | 6-1, 3-6, 6-2       |               |
| 2006      | Жанетт Гусарова Міхаелла Крайчек          | Луціє Градецька Рената Ворачова             | 4-6, 6-4, 6-4       |               |
| 2007      | Аґнеш Савай Владіміра Углірова            | Мартіна Мюллер Габріела Навратілова         | 7-5, 6-2            |               |
| 2008      | Алізе Корне Жанетт Гусарова               | Ванесса Генкель Іоана Ралука Олару          | 6–7(5), 6–1, [10–6] |               |
| 2009      | Аліса Клейбанова Моніка Нікулеску         | Альона Бондаренко Катерина Бондаренко       | 6–4, 7–65           |               |
| 2010      | Тімеа Бачинські Татьяна Гарбін            | Сорана Кирстя Анабель Медіна Ґарріґес       | 6-3, 6-3            |               |
| 2011      | Анабель Медіна Ґарріґес Аліція Росольська | Наталі Грандін Владіміра Углірова           | 6–2, 6–2            |               |
| 2012      | Жанетт Гусарова Маґдалена Рибарікова      | Ева Бірнерова Міхаелла Крайчек              | 6-4, 6-2            |               |
| 2013      | Андреа Главачкова Луціє Градецька         | Ніна Братчикова Анна Татішвілі              | 6–4, 6–1            |               |
| 2014–2020 | не проводився                             | не проводився                               | не проводився       | не проводився |
| 2021      | Міхаела Бузернеску Штоллар Фанні          | Альона Большова Тамара Корпач               | 6–4, 6–4            |               |
| 2022      | Екатеріне Горгодзе Оксана Калашникова     | Катажина Пітер Кімберлі Ціммерманн          | 1–6, 6–4, [10–6]    |               |
| 2023      | Катажина Пітер Штоллар Фанні (2)          | Jessie Aney Anna Sisková                    | 6–2, 4–6, [10–4]    |               |
| 2024      | Катажина Пітер Штоллар Фанні              | Анна Даніліна Ірина Хромачова               | 6–3, 3–6, [10–3]    |               |